# Sergio Merino Jarpa
Sergio Ariel Merino Jarpa (Temuco, 25 de marzo de 1924 - ibidem, 8 de abril de 2000) fue un abogado y político chileno, miembro del Partido Demócrata Cristiano (PDC).

## Biografía
Nació el 25 de marzo de 1924 en Temuco. Hijo de Teodolfo Merino Poblete y Ana Julia Jarpa Hardy. Falleció en la misma ciudad el 8 de abril de 2000.
Casado en Temuco el 10 de noviembre de 1950 con Alicia Verdugo Fontenelle, tuvieron seis hijos: Sergio, María Alicia, Marcela, Soledad, Javiera y Paula. 
Realizó sus estudios primarios y secundarios en el Internado Nacional Barros Arana. Luego de finalizar su etapa escolar, ingresó a la Universidad de Chile donde se tituló de Abogado en 1950, con la presentación de la memoria "El Comisariato y algunas de sus intervenciones". Juró ante la Suprema Corte de Justicia en 1951.
Ejerció su profesión de abogado en Temuco, especialmente en Derecho Laboral, desde 1958.

### Vida pública
Inició sus actividades políticas en 1943 al integrarse a la Falange Nacional donde ocupó los cargos de secretario de la Falange Nacional Universitaria y del Consejo Nacional del Partido. Más adelante, se incorporó al Partido Demócrata Cristiano, desempeñándose como presidente comunal y provincial de Temuco y de la Provincia de Cautín. También fue consejero provincial y candidato a regidor.
Entre 1945 y 1959 se desempeñó como funcionario de DIRINCO y funcionario del Comisariato de Subsistencias y Precios hasta 1958.
El 5 de noviembre de 1964 fue nombrado Intendente de Cautín, cargo que ejerció hasta 1968, correspondiéndole organizar la Corporación de Desarrollo de esa ciudad.
En 1968 resultó elegido diputado por  la 21.ª Agrupación Departamental Imperial, Temuco, Villarrica, Pitrufquén y Lautaro, en la elección complementaria realizada el 7 de julio tras el fallecimiento del parlamentario Venancio Coñuepán Huenchual. Se integró a la Cámara el 14 de agosto de ese año. En las elecciones parlamentarias de 1969 fue reelegido por la misma Agrupación Departamental.
En las elecciones parlamentarias de 1973 fue nuevamente reelegido como diputado por la 21.ª Agrupación Departamental. Formó parte de la Comisión de Constitución, Legislación y Justicia. Sin embargo, no pudo continuar en su cargo debido al golpe de Estado y la consecuente disolución del Congreso Nacional.

## Historial electoral

### Elecciones parlamentarias de 1973
- Elecciones parlamentarias de 1973 para la Provincia de Cautín[2]